# Albert Josef Lux
Albert Josef Lux (zm. 1954) – niemiecki as myśliwski z czasów I wojny światowej z 7 potwierdzonymi zwycięstwami powietrznymi.

## Życiorys
Do eskadry myśliwskiej Jagdstaffel 27 został przydzielony 27 listopada 1917 roku. W jednostce służył do zakończenia wojny. Pierwsze zwycięstwo powietrzne odniósł 1 kwietnia 1918 roku. na północny wschód od Lens nad samolotem SE 5a z No. 32 Squadron RAF. Do końca wojny zestrzelił łącznie 7 samolotów wroga oraz 1 prawdopodobnie.
W okresie międzywojennym należał do przeciwników Göringa. W 1938 roku wydał książkę Von Görings Kriegsflugstaffeln in Görings Zuchthäuser.
Jego losy w czasie II wojny światowej oraz po niej nie są znane. Wiadomo tylko, że zmarł w 1954 roku w Starsbourgu.